# Stazione di Prosecco
Stazione di Prosecco 2012-ben bezárt vasútállomás Olaszországban, Sgonico településen.

## Vasútvonalak
Az állomást az alábbi vasútvonalak érintették:
- Trieste Centrale–Villa Opicina-vasútvonal

## Kapcsolódó állomások
A vasútállomáshoz az alábbi állomások vannak a legközelebb:
- Stazione di Aurisina
- Stazione di Villa Opicina
- Opicina Campagna railway station